# St. Andreas (Hofendorf)

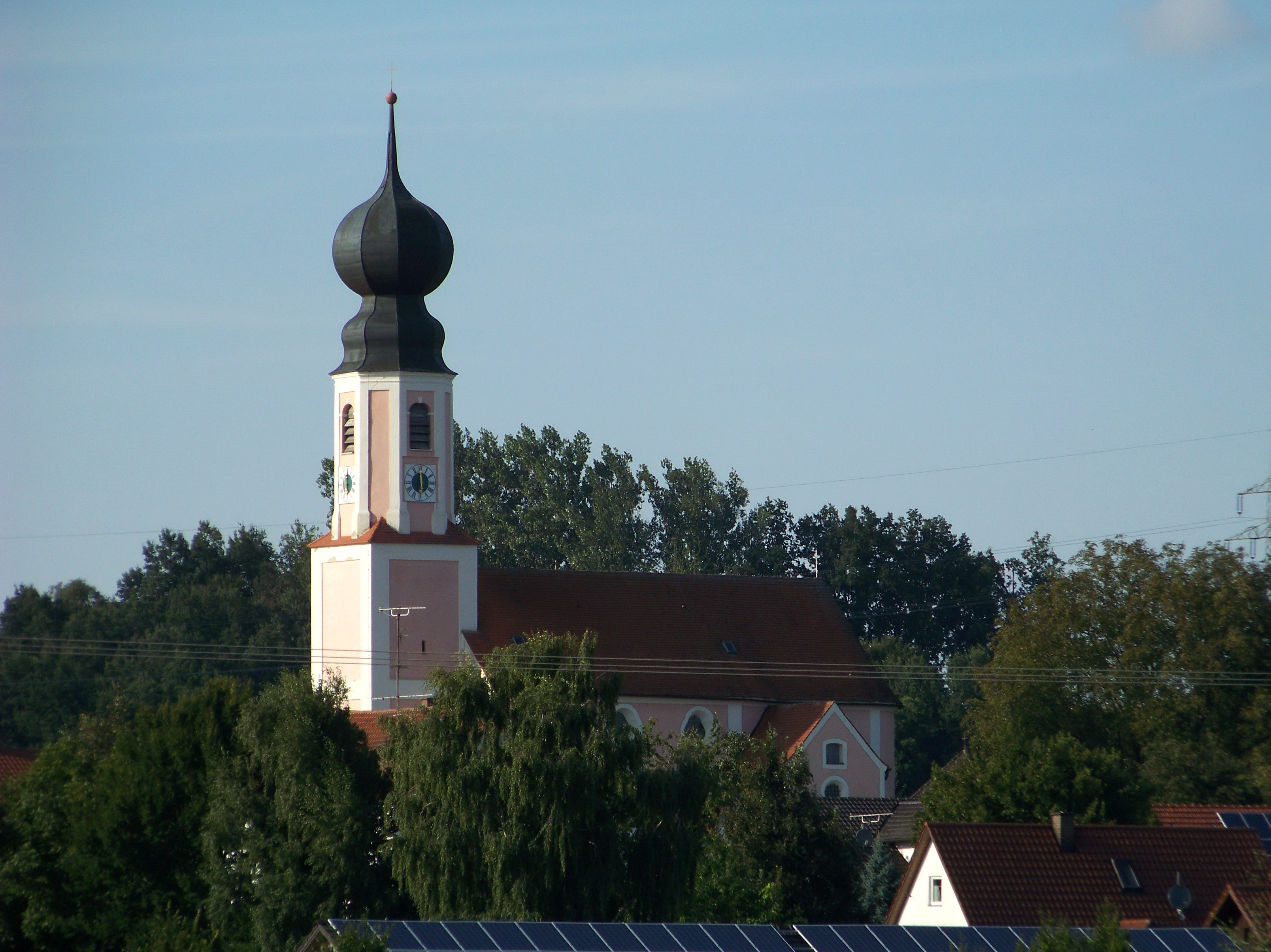
Außenansicht der Pfarrkirche St. Andreas in Hofendorf

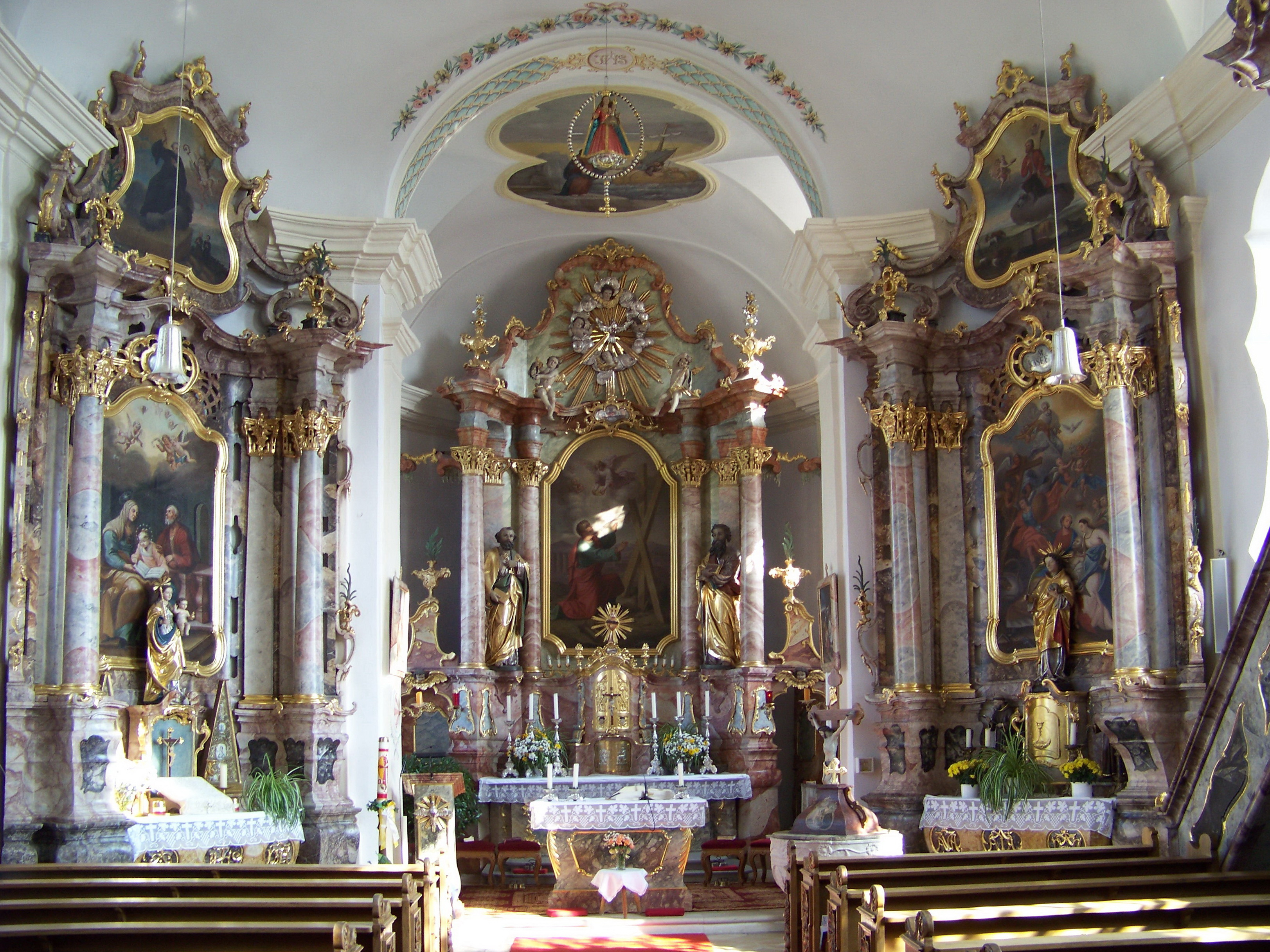
Innenraum

Die römisch-katholische Pfarrkirche St. Andreas in Hofendorf, einem Ortsteil der Gemeinde Neufahrn in Niederbayern im Landkreis Landshut, ist ein Kirchenbau im Stile des Rokoko, der im Jahr 1747 vom kurfürstlichen Hofmaurermeister Johann Georg Hirschstötter aus Landshut errichtet und wenig später einheitlich im Rokokostil ausgestattet wurde. Die Pfarrkirche befindet sich auf einer Anhöhe über dem Tal der Kleinen Laber. Die Pfarrei mit heute rund 300 Katholiken und das Patrozinium des heiligen Andreas (Gedenktag: 30. November) bestanden bereits im 13. Jahrhundert. Dies wurde 1279 von Bischof Heinrich von Regensburg bestätigt, als Graf Konrad V. von Moosburg die Kirche an das Kollegiatstift St. Kastulus in Moosburg übertrug.
Die letzte Gesamtrenovierung wurde 1994 durchgeführt. Die letzte Außenrenovierung fand 2015 statt. Dabei wurden schadhafte Stellen an Fassade und Turm ausgebessert, das Mauerwerk trockengelegt sowie das Dach grundlegend gereinigt und von Moos befreit.
Das Gotteshaus ist als Baudenkmal mit der Nummer D-2-74-153-11 beim Bayerischen Landesamt für Denkmalpflege eingetragen. Die Pfarrei St. Andreas in Hofendorf mit der Nebenkirche St. Georg in Walpersdorf wird heute durch die Pfarreiengemeinschaft Neufahrn seelsorgerisch betreut.

## Architektur

### Außenbau
Der nach Osten ausgerichtete Saalbau umfasst ein dreijochiges Langhaus und einen eingezogenen, einjochigen Chor mit halbrunder Apsis, die unter einem gemeinsamen Satteldach vereinigt sind. Der Außenbau, in zartem Rosa getüncht, ist weitgehend ohne Gliederung. Auffällig sind jedoch die Fensteröffnungen mit geschwungener Berandung, sogenannte Bassgeigenfenstern, die besonders für Hirschstötter typisch sind. Er verwirklichte sie beispielsweise auch bei der Wallfahrtskirche St. Ottilia in Hellring und bei der Pfarrkirche Mariä Himmelfahrt in Oberhatzkofen. Über dem Bassgeigenfenster befindet sich in jedem Joch außerdem ein kleineres, dreipassförmiges Fenster.
Südlich am Chor ist die zweigeschossige Sakristei angebaut. Das obere Geschoss wurde wahrscheinlich 1880 im Zuge einer Renovierungsmaßnahme aufgesetzt. An die Westseite des Langhauses schmiegt sich der Turm über quadratischem Grundriss an, der von weißen Lisenen und Putzbändern gegliedert wird. Der Unterbau besteht aus zwei überhöhten Geschossen. Knapp über der Firsthöhe des Schiffs geht der Turm in einen oktogonalen Oberbau über, der von Eckpilastern gegliedert wird sowie Turmuhren und Schallöffnungen enthält. Den oberen Abschluss bildet eine stark eingeschnürte Zwiebelhaube mit Turmkugel und Kreuz. Der Zugang zum Kircheninneren erfolgt durch das Erdgeschoss des Turms, das von einem Kreuzgewölbe überspannt wird. Von hier aus ist auch eine nördlich an den Turm angebaute Seitenkapelle zu Ehren der Unbefleckten Empfängnis Mariens zugänglich.

### Innenraum
Der Innenraum wird von einem flachen Tonnengewölbe mit Stichkappen überspannt, das sich über reich profiliertem Kranzgesims erhebt. Letzteres umläuft den gesamten Innenraum mit Ausnahme der Westseite. Die Wände sind durch Pilaster gegliedert. Der Chorraum ist durch den runden Chorbogen vom Langhaus abgetrennt. Im rückwärtigen Joch des Kirchenschiffs ist eine Doppelempore eingezogen. Die Brüstung im unteren Geschoss ist geschwungen. Im oberen Geschoss ist sie gerade; hier ist jedoch das Orgelwerk eingebaut.

## Ausstattung

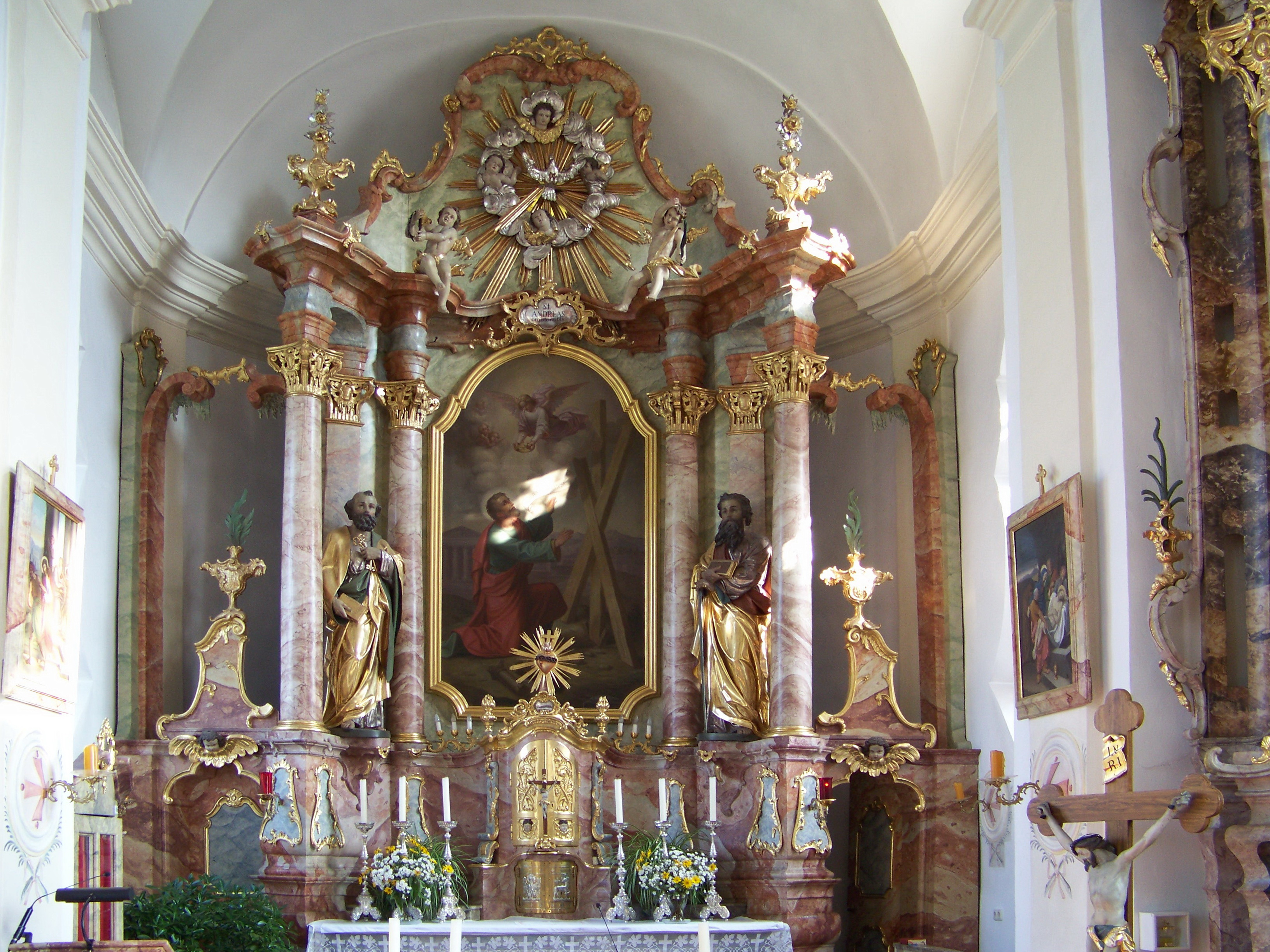
Hochaltar

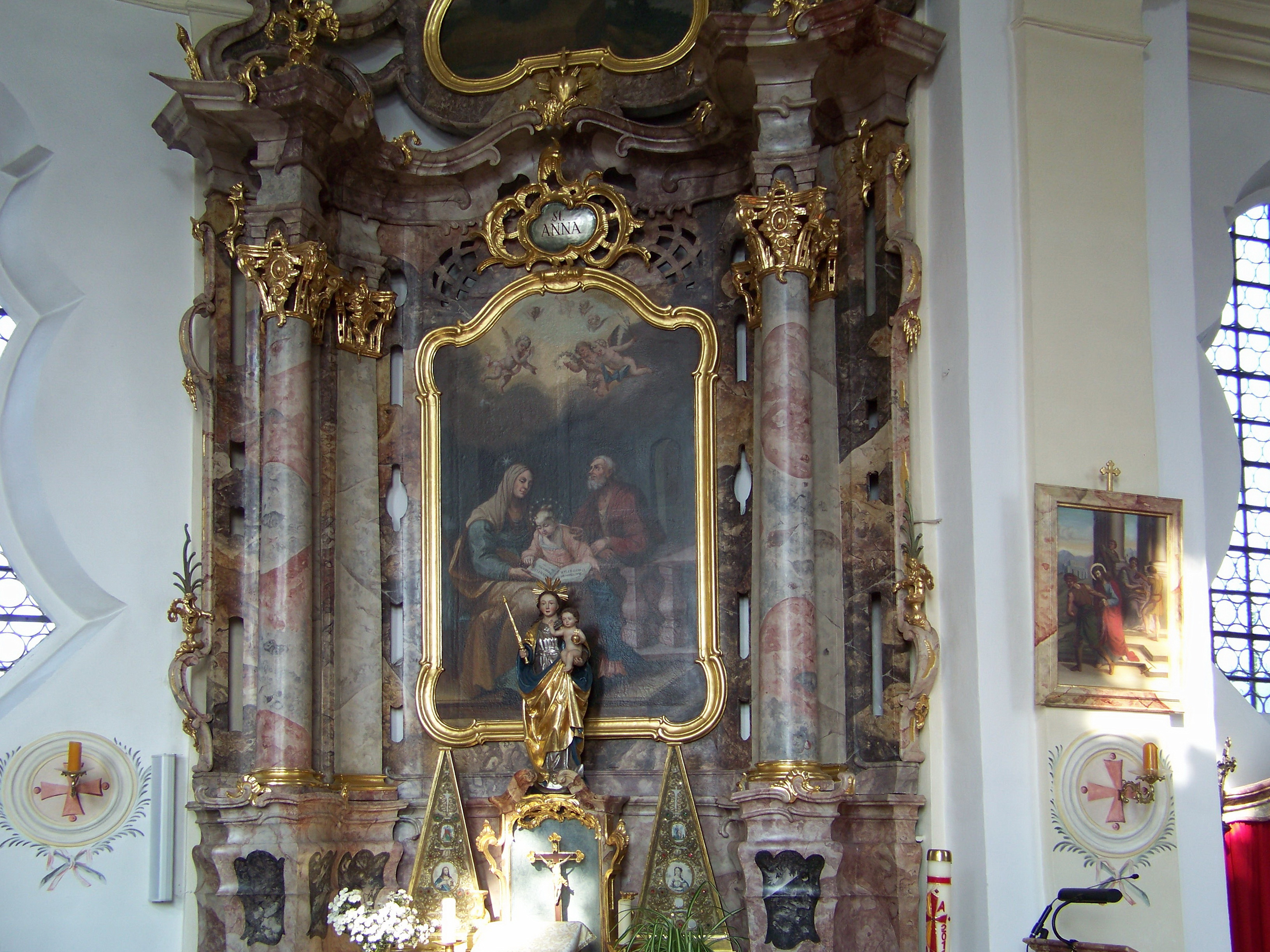
Nördlicher Seitenaltar

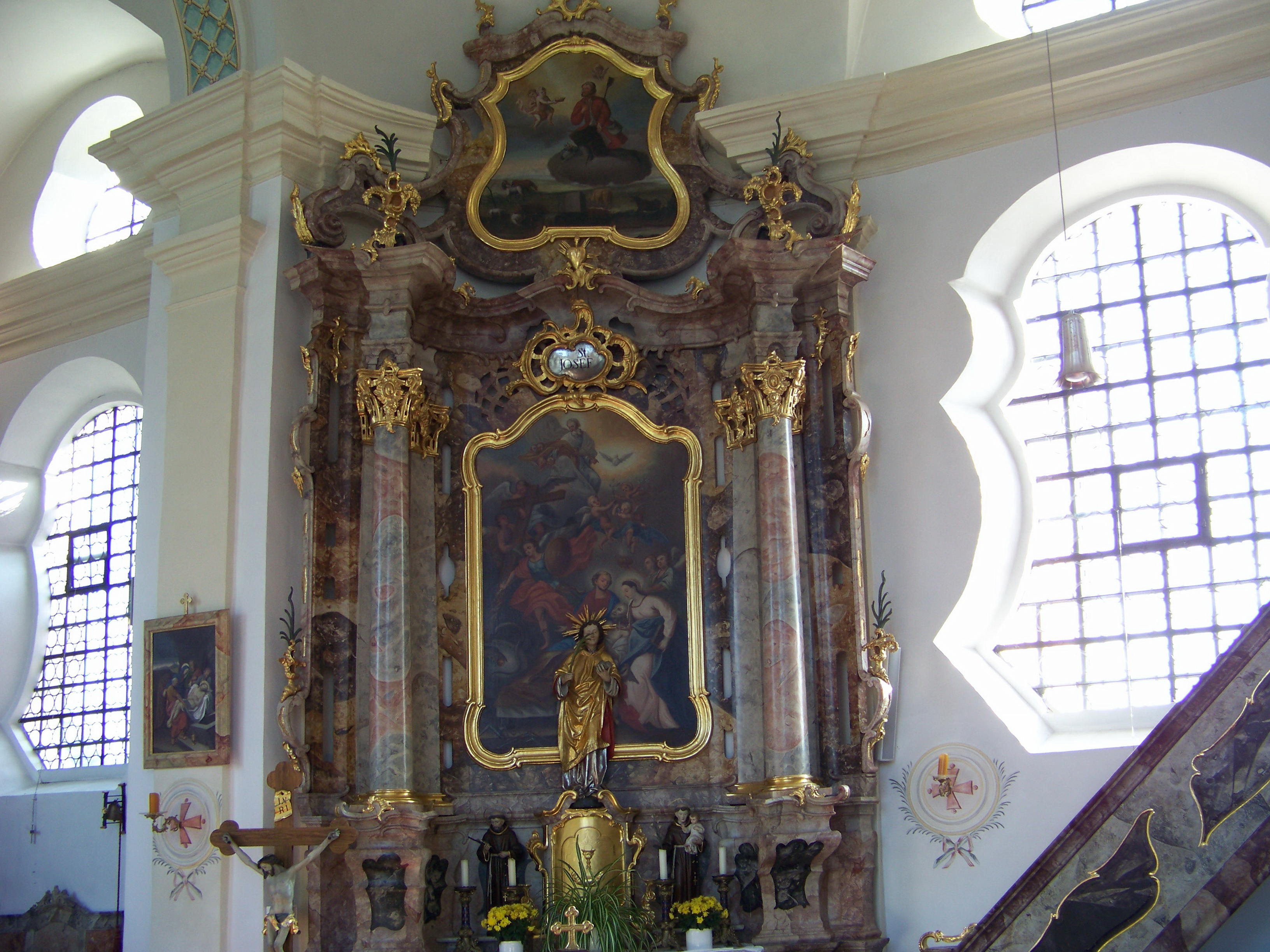
Südlicher Seitenaltar

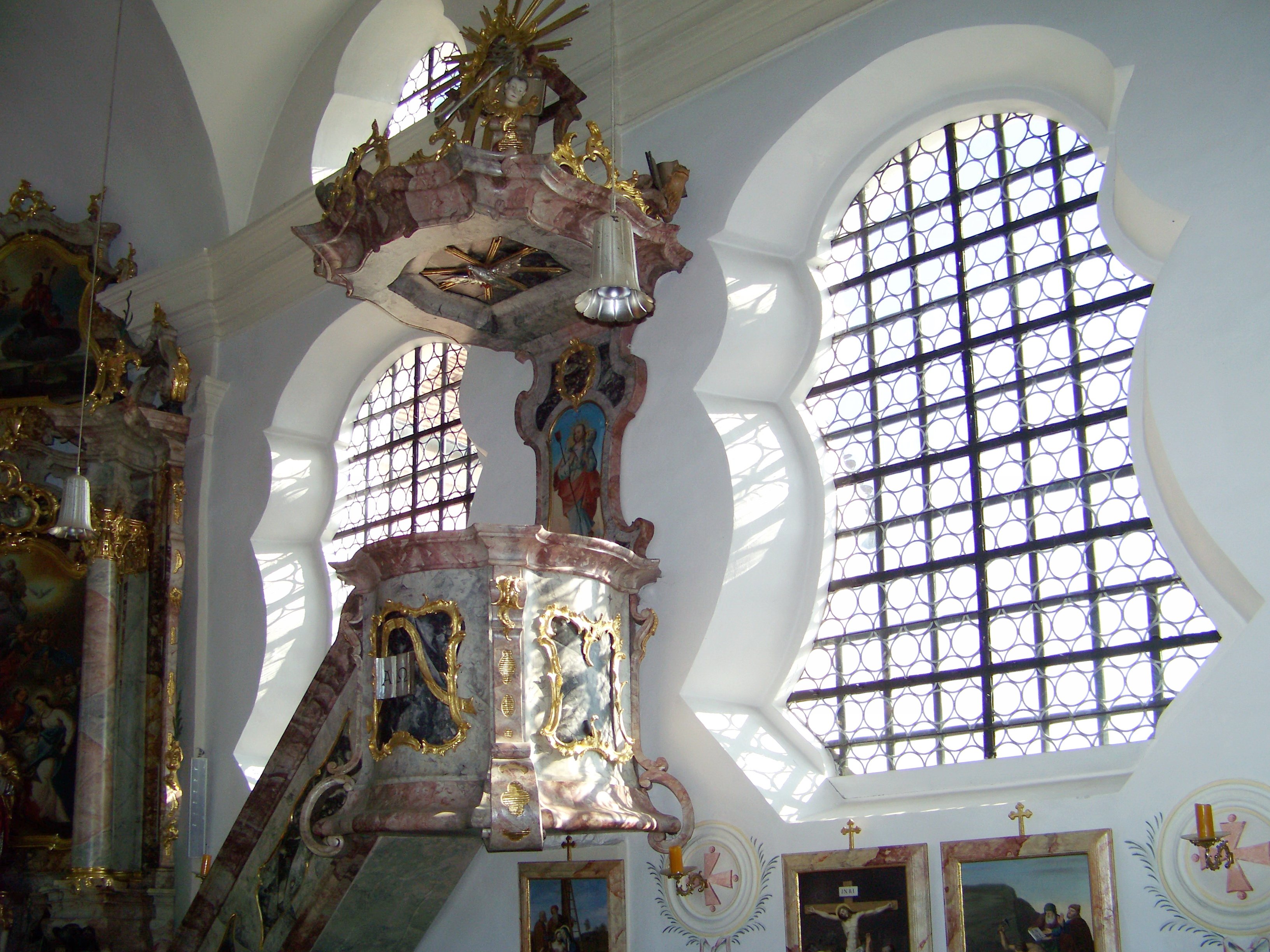
Rokoko-Kanzel

### Altäre
Die drei stattlichen, einheitlich gestalteten Rokokoaltäre aus den Jahren 1761 und 1765 dominieren das Kircheninnere. Sie wurden von dem Pfeffenhausener Schreinermeister Johann Jakob Sixinger geschaffen. Den Hochaltar fasste der Maler Johann Anton Schweinhuber aus Rottenburg. Fassung und Altarblätter stammen von dem Maler Johann Caspar Spiltz.
Der Hochaltar von 1765 besitzt eine hohe Sockelzone, die Mensa und Tabernakel einrahmt. Letzterer besitzt vergoldete Türchen mit Reliefdarstellungen. Auf dem rechten Türchen ist das Lamm Gottes aus der Offenbarung des Johannes zu sehen. Darüber befindet sich, hinter ebenfalls vergoldeten Türchen mit Weinlaubranken, die Aussetzungsnische, die von einem Herz (als Symbol der Liebe Gottes) in einem Strahlenkranz bekrönt wird. Über der Sockelzone erheben sich vier Rundsäulen und zwei Pilaster, jeweils mit korinthisierenden Kapitellen, die das Altarblatt einrahmen. Dieses zeigt eine Darstellung des Kirchenpatrons Andreas vor dem sogenannten Andreaskreuz, an dem er sein Martyrium erleiden wird. Dieses Gemälde aus der zweiten Hälfte des 19. Jahrhunderts wird von den beiden Seitenfiguren Petrus (links) und Paulus (rechts) gleicher Zeitstellung flankiert. Außerdem tragen Säulen und Pilaster ein an den Enden weit nach vorne ragendes Gebälk. Dort befindet sich jeweils eine Stuckvase in verspielten Formen; etwa oberhalb des inneren Säulenpaars sitzen zwei vollplastisch gestaltete Putten. Am geschweiften, mit Muschelwerk verzierten Altarauszug, der von sechs Volutenbögen berandet wird, ist eine Reliefdarstellung der Heilig-Geist-Taube zu sehen. Diese ist von Gewölk mit vier Puttenköpfen umgeben und von einem goldenen Strahlenkranz hinterfangen. Seitlich befinden sich zwei Durchgänge mit Türen, darüber jeweils eine weitere Stuckvase.
Die beiden als Pendants angelegten Seitenaltäre stammen aus dem Jahr 1761. Sie befinden sich in den ausgerundeten Winkeln des Langhauses zu beiden Seiten des Chorbogens und nehmen sich gegenüber dem Hochaltar kaum zurück. Auch hier überwiegen geschwungene Formen. Der Aufbau wird hier jeweils von zwei Rundsäulen und zwei Pilastern mit korinthisierenden Kapitellen getragen. Auf dem ebenfalls weit auskragenden Gebälk befinden sich außen wiederum zwei Vasen, die den geschweiften, mit Rocaillen verzierten Altarauszug einrahmen. Letzterer stützt sich nach beiden Seiten hin über Voluten auf dem Gebälk ab.
Der nördliche (linke) Seitenaltar ist der heiligen Mutter Anna geweiht. Er zeigt im Altarblatt seine Namenspatronin, die ihrer Tochter Maria im Beisein ihres Ehemanns, des heiligen Joachim, das Lesen lehrt. Auf der Aussetzungsnische befindet sich eine spätgotische Madonnenfigur mit Jesuskind aus der Zeit um 1510. Während Maria in ihrer Rechten das Zepter hält, wiegt der kleine Jesus in seiner Linken ein weiteres Machtsymbol, nämlich den Reichsapfel, und erhebt die Rechte zum Segen. Auf dem Oberbild ist der heilige Wendelin zu sehen.
Der südliche (rechte) Seitenaltar ist dem heiligen Josef geweiht, der auf dem Altarblatt dargestellt ist. Oberhalb der Aussetzungsnische befindet sich wiederum eine spätgotische Schnitzfigur, die den heiligen Stephanus darstellt. Auf dem Auszugsgemälde ist der heilige Leonhard zu sehen.

### Kanzel
Die auf der Evangelienseite angebrachte Rokoko-Kanzel dürfte zeitgleich mit den Altären entstanden sein. Der geschwungene Kanzelkorb mit Stiege besitzt golden umrandete Bildfelder, dazwischen Volutenpilaster, und ist mit Rokokoschnitzwerk verziert. An der Rückwand befindet sich ein Gemälde, das Jesus als den Guten Hirten darstellt. Der geschwungene Schalldeckel zeigt an der Unterseite ein Relief der Heilig-Geist-Taube, obenauf einen Posaunenengel.

### Übrige Ausstattung
Gegenüber der Kanzel befindet sich ein Missionskreuz, an dessen Fuß eine Figur der Mater Dolorosa. Das große Deckengemälde im Langhaus, wohl neueren Ursprungs, zeigt die Himmelfahrt Christi. Der historische Taufstein ist vor dem südlichen Seitenaltar aufgestellt. Über einem achteckigen Fuß erhebt sich ein kreisrundes Steinbecken mit hölzernem Deckel. Am Chorbogen ist eine Rosenkranzmadonna mit Jesuskind angebracht. Die Figur steht auf Gewölk, das eine Mondsichel enthält. Die geschnitzten, rechteckigen Stuhlwangen sind barock. Die Gestaltung des prinzipielle Aufsatzes ist stets gleich: eine große Muschelschale, Laubwerk und Fruchtgehänge. In der konkreten Ausführung unterscheiden sich die Stuhlwangen jedoch voneinander.

### Orgel

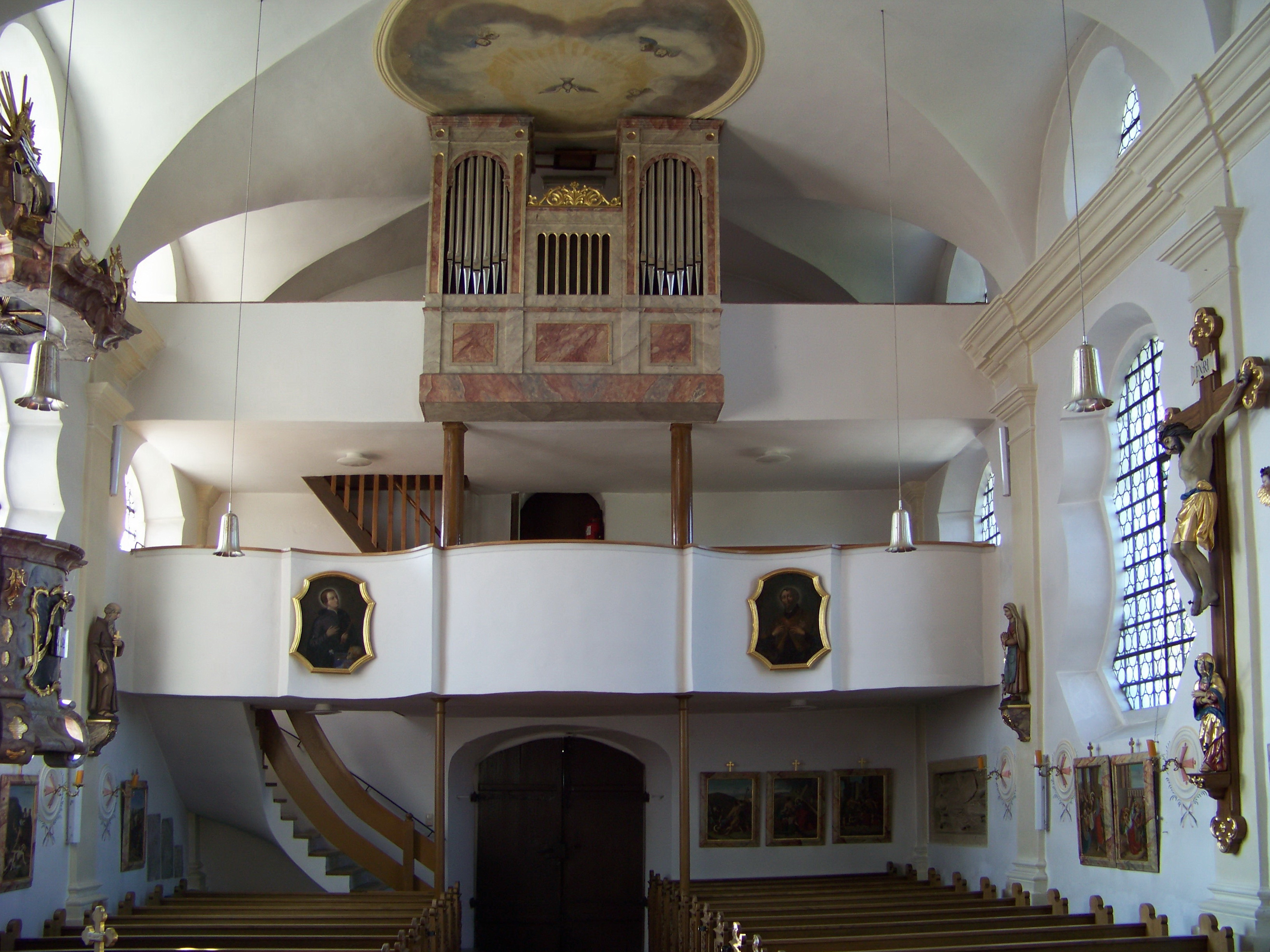
Blick zur Doppelempore mit der Orgel

Die Orgel der Pfarrkirche wurde im Jahr 1878 von Ludwig Edenhofer, der eine Orgelbauwerkstatt in der Stadt Regen im Bayerischen Wald betrieb, in einem neuromanischen Prospekt errichtet. Restauriert wurde sie zuletzt 1977 von Hermann Kloss aus Kelheim und um 2000 von Johannes Schädler aus Donaustauf. Das Schleifladeninstrument mit mechanischen Spiel- und Registertrakturen umfasst insgesamt sieben Register auf einem Manual und fest angekoppeltem Pedal. Die Disposition lautet wie folgt:
| I Manual C–f3 |                  |    |
| 1.            | Principal        | 8′ |
| 2.            | Gedeckt          | 8′ |
| 3.            | Viola da Gamba 0 | 8′ |
| 4.            | Octav            | 4′ |
| 5.            | Flöte            | 4′ |
| 6.            | Mixtur III       | 2′ |

| Pedal C–a1 |           |     |
| 7.         | Subbass 0 | 16′ |

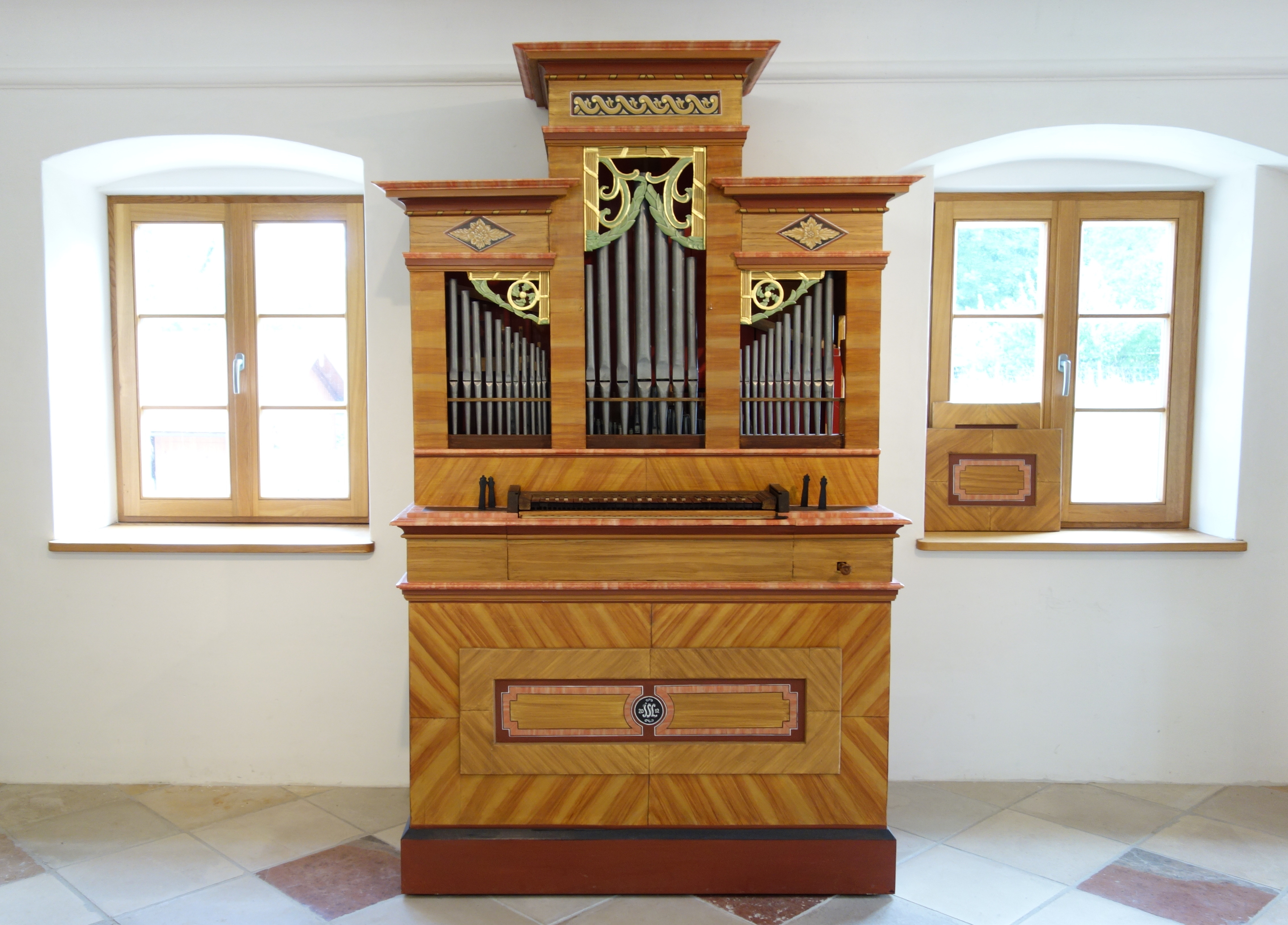
Vorgängerinstrument

Eines der Vorgängerinstrumente dieser Orgel befindet sich heute in dem von Sixtus Lampl ins Leben gerufenen Orgelzentrum Valley. Das Schleifladeninstrument stammt wahrscheinlich noch aus dem 17. Jahrhundert, allenfalls aber aus dem frühen 18. Jahrhundert. Gegen Ende des 18. Jahrhunderts wurde das Instrument von seinem ursprünglichen Standort in der Hofendorfer Pfarrkirche in deren Filialkirche St. Georg in Walpersdorf verbracht. Im 19. Jahrhundert wurde ein Pedalwerk angebaut, das man bei der jüngsten Restaurierung wieder entfernte, da es völlig unproportioniert war. Nachdem die Orgel aufgrund mangelnden Gebrauchs völlig unbespielbar war, restaurierte man sie und übertrug sie in das Orgelzentrum. Die heutige Disposition des Instruments lautet wie folgt:
| I Manual C–c3 |             |         |                    |
| 1.            | Gedeckt     | 8′      |                    |
| 2.            | Flöte       | 4′      |                    |
| 3.            | Principal 0 | 2′      |                    |
| 4.            | Quinte      | 1 ⁄3′ 0 | auf c1 repetierend |
| 5.            | Octav       | 1′      |                    |